# Vpád pasovských
Vpád pasovských bylo vojenské obsazení Prahy v roce 1611, v jehož důsledku byl nucen na český trůn abdikovat císař Rudolf II., který přenechal země Koruny české svému bratru Matyáši Habsburskému.

## Historie

### Události před vpádem
Ačkoliv byl roku 1608 uzavřen Libeňský mír, vzájemné soupeření mezi Rudolfem II, jeho bratrem Matyášem a českými stavy neskončilo. Dne 1. května 1609 se sešli čeští stavové v doprovodu svého vojska na Novoměstské radnici, což bylo reakcí na odmítnutí sněmovního jednání ze strany českého krále Rudolfa II. Hledali přitom podporu u krále Matyáše Habsburského i u německých protestantských knížat. Hrozba odboje donutila Rudolfa II. vyhlásit 9. července 1609 Majestát. Rudolf se však boje s českými stavy nevzdal. Na počátku roku 1611 se nechal zlákat nabídkou svého bratrance, arciknížete Leopolda Pasovského, a pod záminkou, že mu bude v Praze vyplacen žold za vojenské služby ve sporech o dědictví po Janu Vilémovi z Jülichu-Kleve, povolal do Čech pasovské vojsko.

### Postup pasovského vojska
30. ledna 1611 překročili Pasovští české hranice a postupně obsadili Český Krumlov, České Budějovice, Týn nad Vltavou, Tábor a Beroun. Dne 31. ledna 1611 lstí vnikli Pražskou bránou do Českých Budějovic a přitom byl výstřelem z muškety zabit městský písař Šimon Plachý. Pasovští vyhrožovali, že prokopou hráz rybníka Rožmberk a že voda z třeboňských rybníků zaplaví Prahu. Proto české stavy posílily rožmberskou gardu o cca 1500 pěších vojáků a 600 jezdců. Opevněná Soběslav útoku odolala. Stavové vyhlásili zemskou hotovost a jejich vojsko obsadilo Pražský hrad. 12. února se první oddíly pasovských objevily před Prahou. Začalo vyjednávání a o dva dny později byli stavové ubezpečeni, že pasovské vojsko odejde. 15. února však Pasovští vpadli nečekaně na Malou Stranu a pokračovali k Vlašské ulici a ke Karlovu mostu. Došlo ke krvavým střetům, v nichž padlo nebo bylo zraněno 1400 mužů. Pasovští se chtěli zmocnit i Starého Města, ale podle dobových zpráv byli zastaveni desetiletým chlapcem, který vystřelil z děla, a spuštěním mříží v mostecké bráně. Jezdci, kteří přejeli na druhou stranu, byli pobiti nebo utonuli ve Vltavě.

### Drancování Prahy

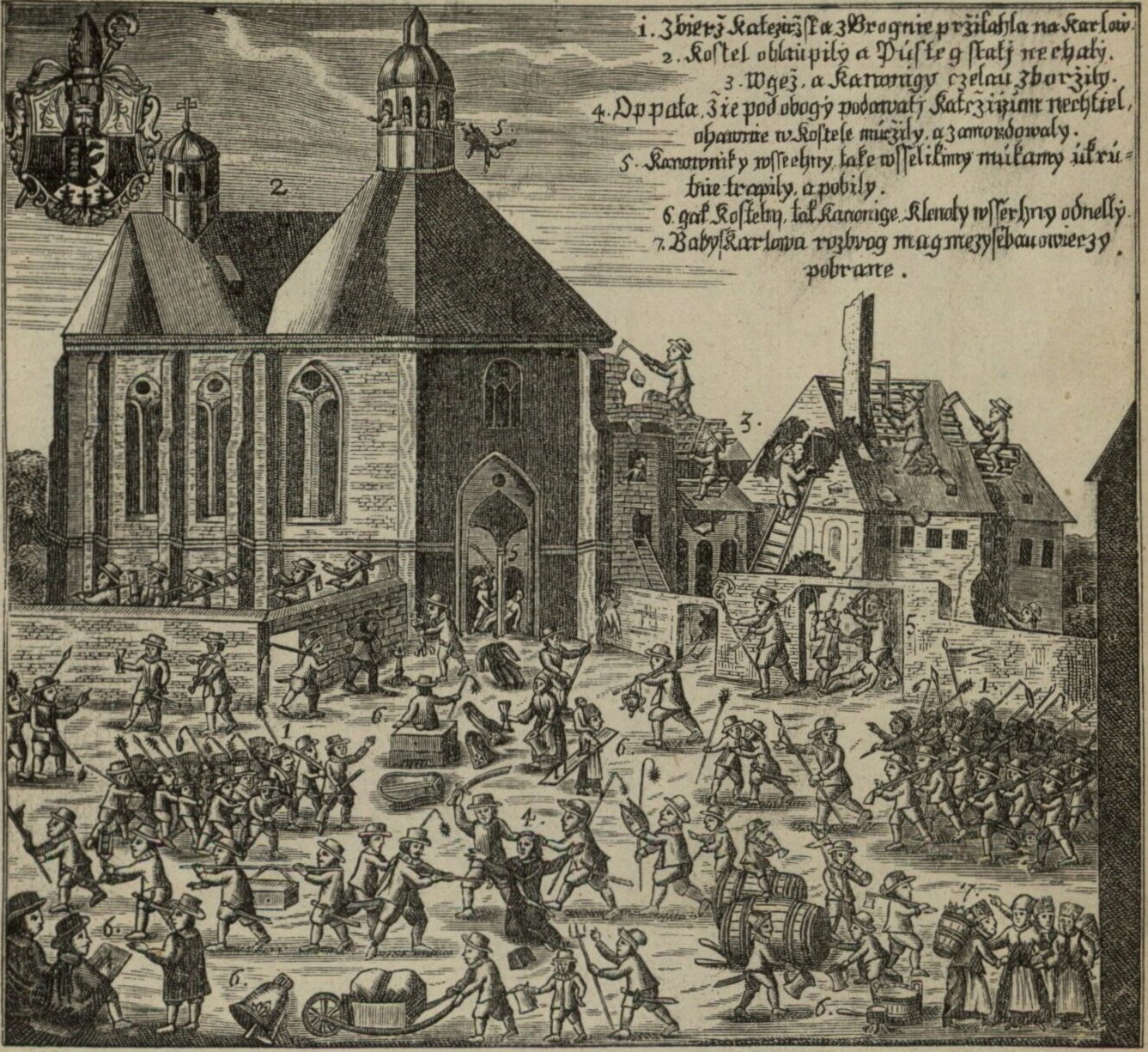
Pražská lůza drancuje klášter na Karlově

Nastalého zmatku v Praze využila lůza, která začala rabovat kláštery na Starém a Novém Městě pražském. Byly zpustošeny kláštery u Panny Marie Sněžné (14 pražských mučedníků), Na Slovanech, Zderaze, Karlově a další. Večer 15. února vjel na Malou Stranu arcikníže Leopold. Pasovské vojsko mezitím rabovalo v obsazených částech Prahy. Stavové byli nuceni opustit i Pražský hrad.

### Tažení Matyáše Habsburského
Koncem února se začal o situaci zajímat i král Matyáš, který vypravil ku Praze vojsko. Jeho zájmem bylo, aby si zajistil po bratru Rudolfovi císařský trůn. 28. února 1611 vytáhlo Matyášovo vojsko z Jihlavy a arcikníže Leopold chtěl proti nim vyslat své pasovské vojsko. Vojáci se však bouřili, protože jim nebyl vyplacen slíbený žold. Rudolf II. požádal české stavy o pomoc proti králi Matyášovi a zároveň slíbil, že vyplatí pasovské, aby odešli z Prahy. Svůj slib však nesplnil. Pasovský plukovník Ramée pohrozil Rudolfovi, že žold vyplatí z jeho pokladu, který si vzal do zástavy. Tento poklad se však stavům podařilo získat zpět. Situace se komplikovala a nastal rozklad pasovského vojska. Rudolf II. začal znovu vyjednávat o jejich odchodu a slíbil, že žold bude vyplacen v Českých Budějovicích. Dne 6. března 1611 dorazilo k Praze hlavní Matyášovo vojsko. V noci na 11. března opustily Prahu poslední pasovské oddíly, které stavové do patřičné vzdálenosti od Prahy pronásledovali. Stavovským vojskem byl obsazen i Pražský hrad.

### Důsledky vpádu
Krátce po těchto událostech se sešel v Praze sněm, na kterém Rudolf II. abdikoval a vzdal se koruny ve prospěch svého bratra Matyáše. Pasovským žoldnéřům byl vyplacen žold ve výši okolo 200 000 zlatých, z toho 100 000 zlatých poskytl Petr Vok z Rožmberka, který na to obětoval rožmberský stříbrný poklad.